# Евертон (район Ліверпуля)
Евертон (англ. Everton) — район міста Ліверпуль у графстві Мерсісайд в Англії. Населення становить 14 782 особи (на 2011 рік).

## Топоніміка
Назва Евертон походить від саксонського слова eofor, що означає дикий кабан, що мешкає у лісах.

## Загальний опис
Евертон — район у центрі міста, лежить на північ від центру Ліверпуль-сіті, з Воксголл на заході, Кіркдейл на півночі та Енфілд на північному сході. Ліверпульський вхід у тунель «Кінгсвей» розташований поблизу меж району. Евертон, як правило, складається з сучасних будинків з терасами, але водночас, за статистикою, є одним із найнеблагополучніших районів міста.

## Історія
Евертон — стародавнє поселення, і так само як і Ліверпуль, був одним із шести графств Вест Дербі Гардрет. До кінця XVIII століття Евертон був невеликою сільською парафією Волтон-он-Гілл (англ. Walton-on-the-Hill), але зростання добробуту в Ліверпулі підштовхнуло його багатших жителів до переїзду в Евертон. На початку XIX століття попит на житло в Ліверпулі призвів до того, що Евертон почав забудовуватися і став частиною Ліверпуля у 1835 році. Більшість землі в Евертоні колись належала місцевій родині Годсонів.
Поряд із сусіднім Воксголлом, в Евертоні проживала велика ірландська діаспора. Сектантство було одним із негативних наслідків релігійних розбіжностей між католиками та протестантами, які існували протягом багатьох років. Вулиця Сан-Домінго-Роуд в Евертоні була ймовірним місцем для будівництва католицького Кафедрального собору, але від цього відмовилися через фінансові труднощі. Зрештою собор збудували в центрі міста, неподалік південної околиці Евертона.
Розчищення міських територій у 1960-х і 1970-х роках, після якої створено парк Евертон, змінила вигляд району, і деякі його частини після цього так і не відновилися. З 1960-х років населення району скоротилося на понад 100 000 осіб. Евертон-парк замінив щільно забиті вулиці міста полями та деревами. Ландшафт Евертона нині переважно не міський, а парковий, оскільки знесено сотні будинків.
У 2017 році, в межах реалізації проєкту під кодовою назвою «Project Jennifer», відкрито новий районний центр на вулиці Грейт-Гомер, включаючи оновлений ринок Greaty (під брендом Greatie). Метою проєкту було вдихнути нове життя в мізерні райони Евертона. Проєкт стикався з численними страйками та затримками на етапах пропозиції та будівництва, але зрештою був завершений у червні 2017 року і збігся з відкриттям супермаркету Sainsbury's. Тут же функціонує центр NSPCC Hargreaves (названий на честь місцевого благодійника Джон Гаргрівз); центр відкрили у травні 2007 року на місці колишнього критого ринку.

## Визначні пам'ятки

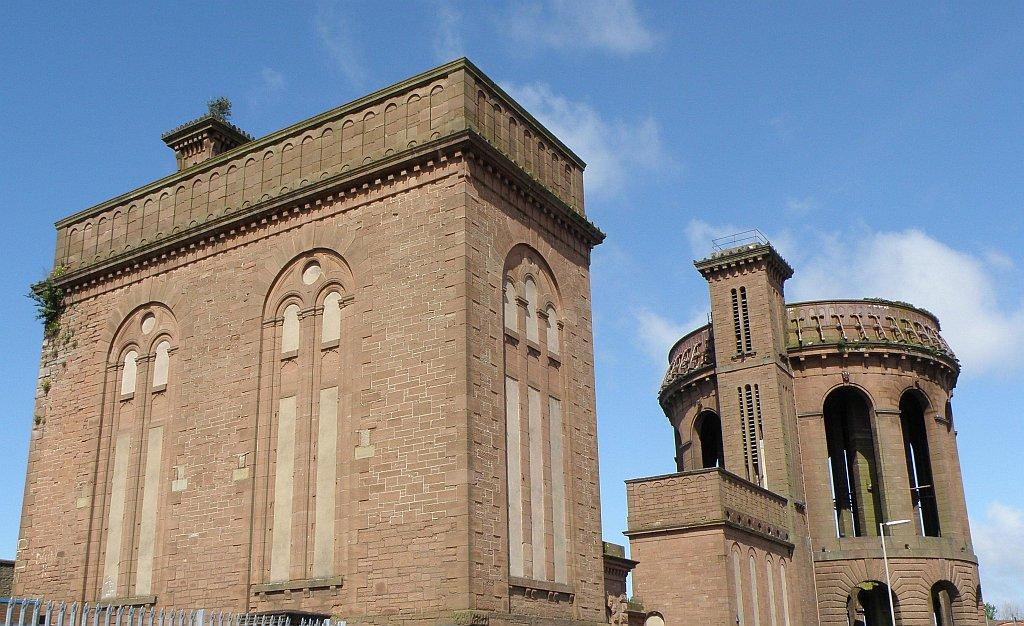
Водонасосна вежа. (1864 року)

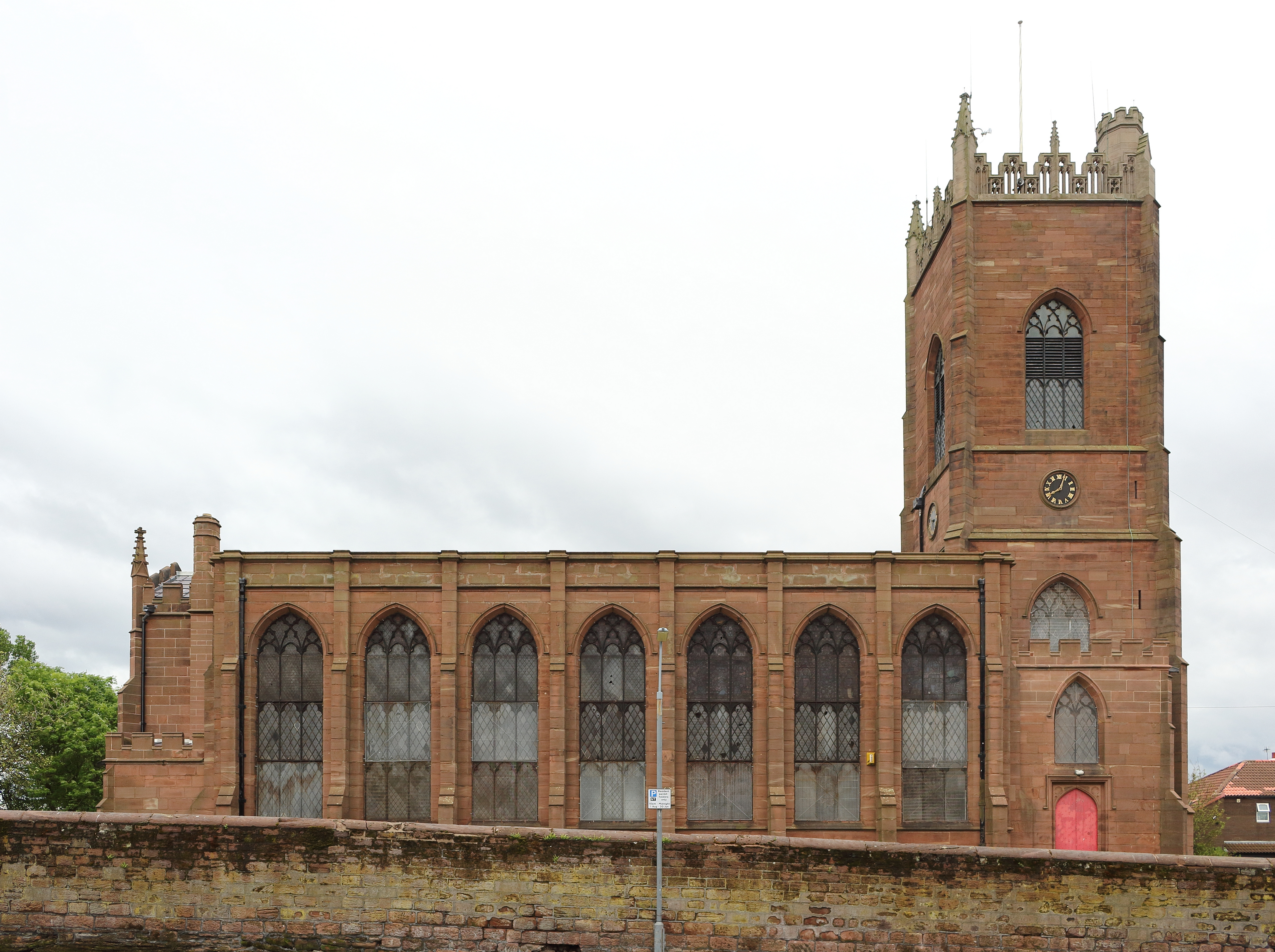
Церква Святого Георгія

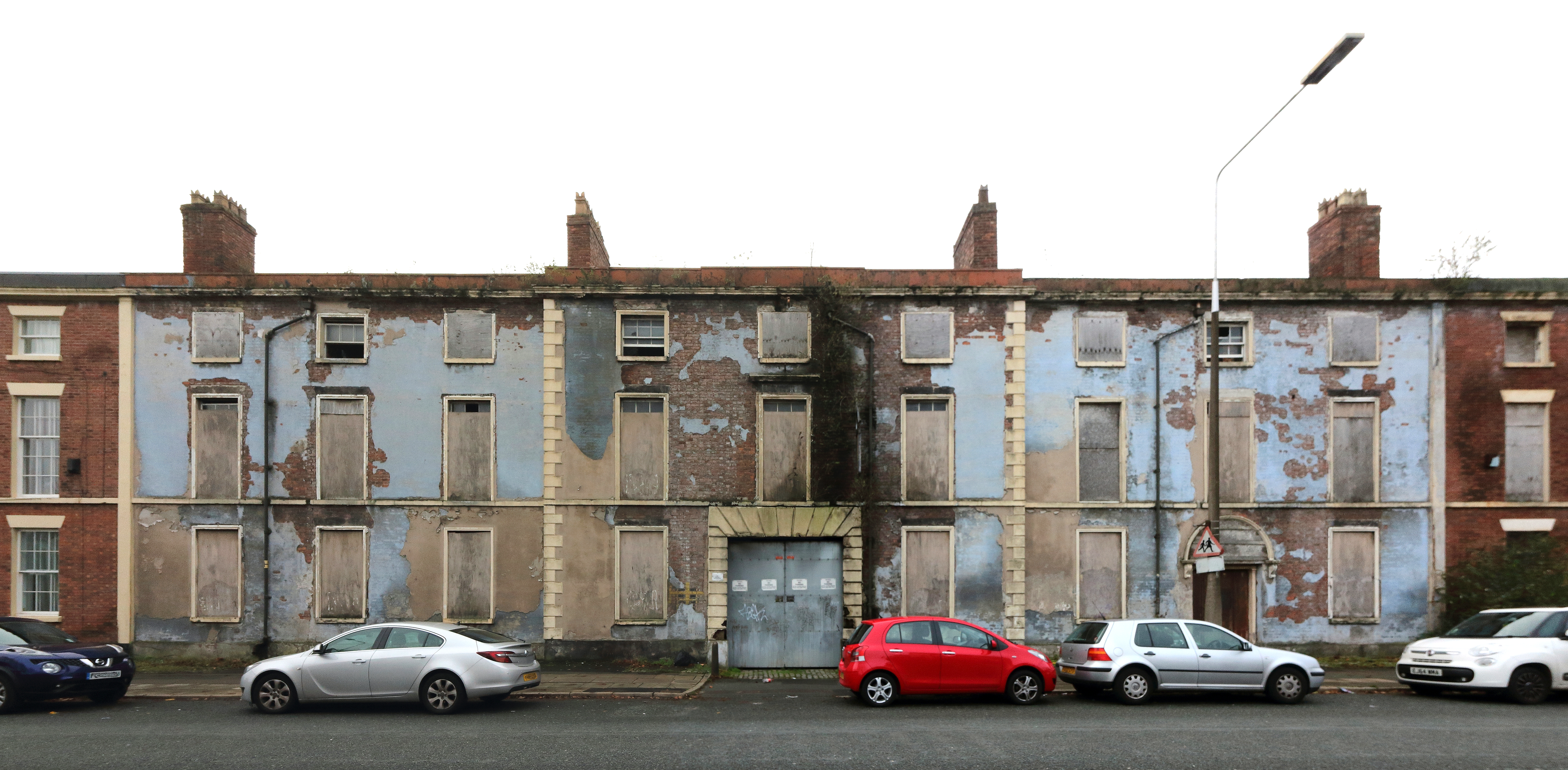
Everton Road drill hall

- Вежа принца Руперта
- Водонасосна вежа[en]
- Церква Святого Георгія[en]
- Бібліотека Евертона[en]

## Зв'язок із ФК «Евертон»
Футбольний клуб «Евертон» спочатку називався ФК «Сент-Домінго» на честь району, де знаходилась каплиця св. Домінго. У цьому районі також розташований будинок Евертонської в'язниці, відомий в окрузі як Вежа принца Руперта. Малюнок вежі включений до емблеми клубу. Баркер енд Добсон, місцевий виробник солодощів, випустив «Евертонські м'ятні цукерки» на честь футбольного клубу «Евертон».
За іронією долі, «Евертон» ніколи насправді не грав у цьому районі. Його перші три стадіони були розташовані в Енфілді, включаючи Стенлі Парк. Клуб також грає на «Гудісон Парку» в районі Волтон з 1892 року. Крім того, кладовище Евертона також не розташоване в Евертоні, воно знаходиться далі на північний схід у районі Фазакерлі.

## Зв'язок із ФК «Ліверпуль»
«Ліверпуль» був заснований спочатку як Футбольний клуб «Евертон». 26 січня 1892 року в результаті розколу ФК «Евертон» переїхав до Гудісон Парку. 3 червня 1892 року інші евертонці, які заснували Everton Athletic, щоб грати на Енфілді, перейменували свій клуб на Футбольний клуб «Ліверпуль»

## Уродженці
- Томас Де Квінсі — англійський письменник
- Пол Маккартні — британський музикант
- Роберт Трессол — англійський письменник
- Робб Вілтон[en] — англійський комік та актор